# Cá cơm thường
Cá cơm, tên khoa học Stolephorus commersonnii, còn gọi là cá cơm thường để phân biệt với các loài cá cơm nói chung, là một loài cá trong họ Engraulidae.